# František Svěrák
František Svěrák (* 18. května 1991) je český filmový střihač, syn režiséra Jana Svěráka a vnuk spisovatele, herce a scenáristy Zdeňka Svěráka. Od roku 2016 pravidelně každý den přispívá na sociální síť Instagram jednou svou kresbou z cyklu „Daily Sketch“. Na přelomu let 2021 a 2022 se František Svěrák podílel na střihu snímku Betlémské světlo, který režíroval jeho otec.